# Dolní Suchá (Hrádek nad Nisou)
Dolní Suchá (německy Nieder Berzdorf) je vesnice, část města Hrádek nad Nisou v okrese Liberec. Nachází se asi 4,5 kilometru jižně od Hrádku nad Nisou. Dolní Suchá leží v katastrálním území Dolní Suchá u Chotyně o rozloze 4,48 km².

## Historie
První písemná zmínka o vesnici pochází z roku 1545.

## Další fotografie

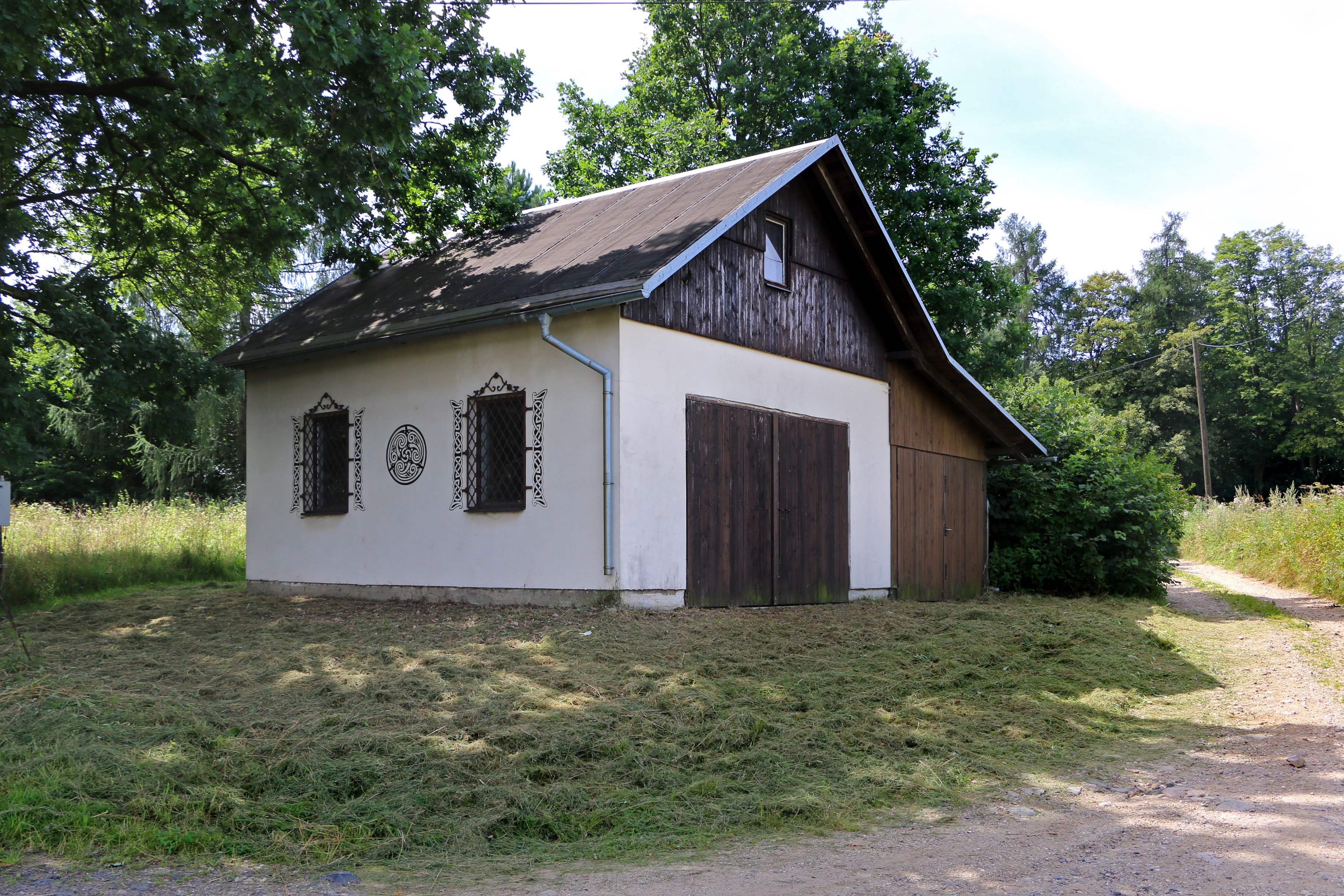
Bývalá hasičská zbrojnice
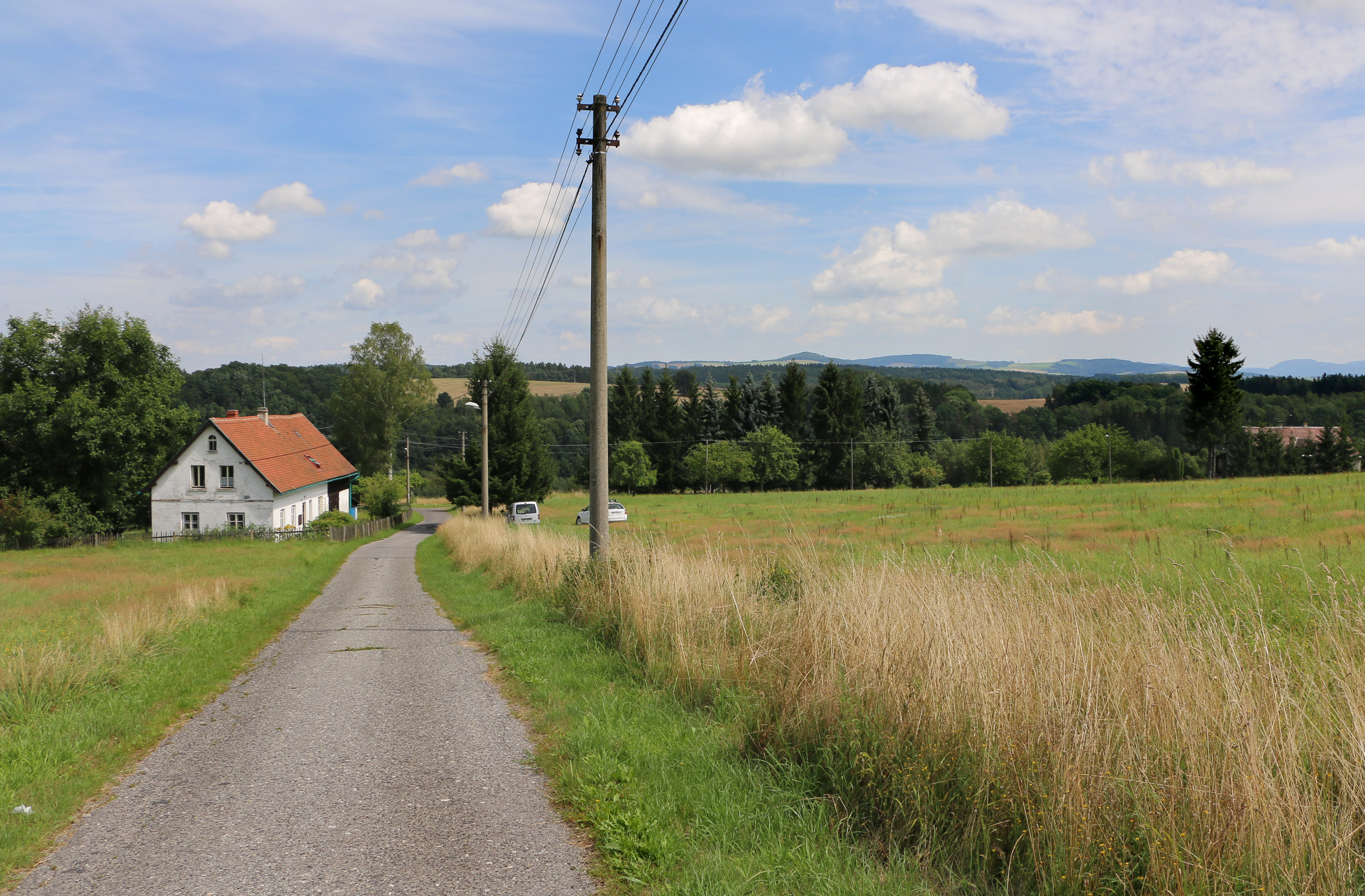
Osaměý domek u horské louky
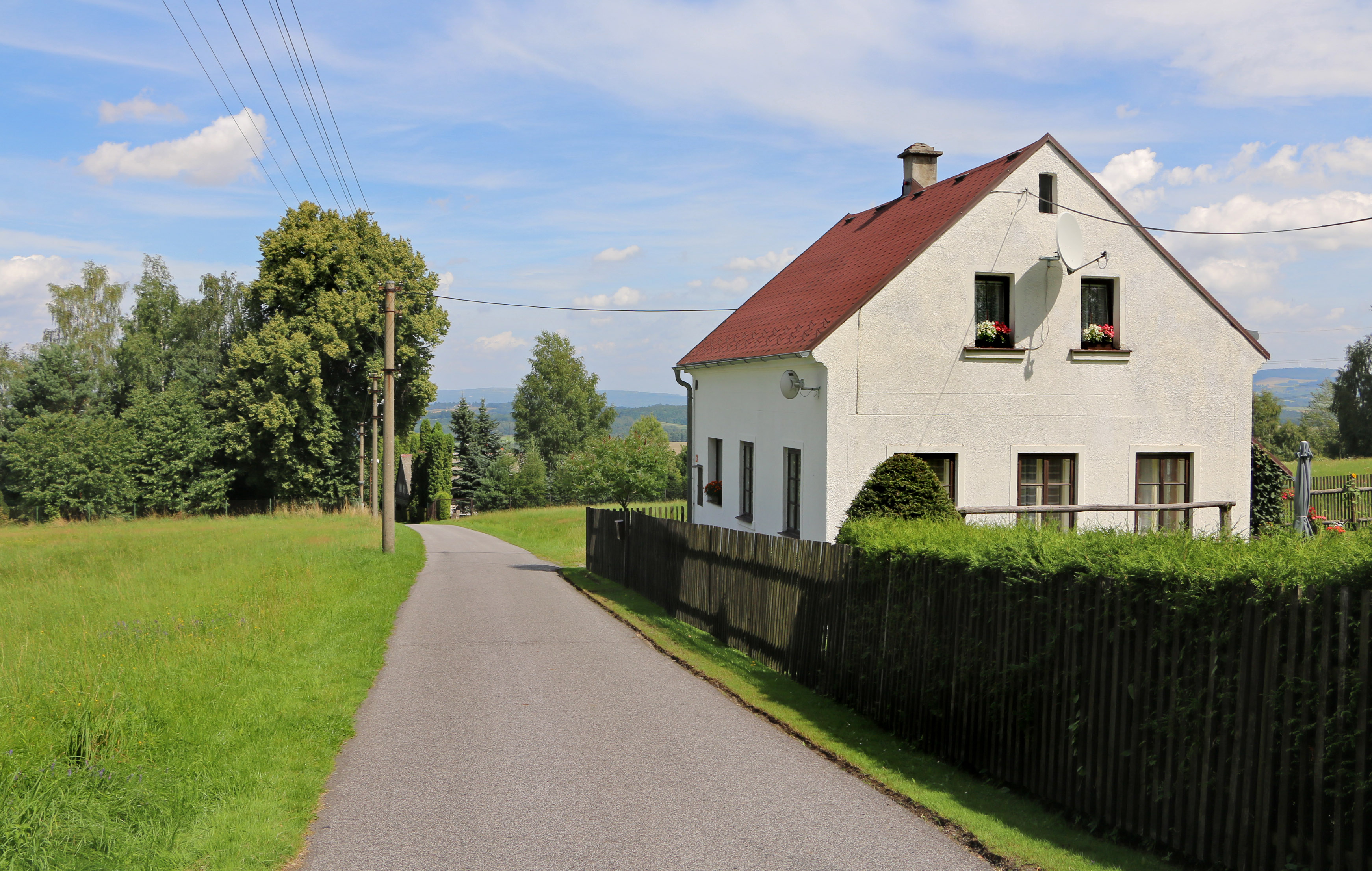
Dům čp. 120